# آلترناتیو اکونومیک
آلترناتیو اکونومیک (انگلیسی: Alternatives économiques) یک مجله فرانسوی در مورد علم اقتصاد است. این مجله در ۱۹۸۰ تأسیس شد و به صورت ماهانه منتشر می‌شود. مرکز آن در پاریس قرار دارد. بین سالهای ۲۰۱۳ و ۲۰۱۴ شمارگان این مجله ۸۹۲۹۷ نسخه بوده‌است. طبق تحقیقات انجام شده توسط آئودی پرس، آلترناتیو اکونومیک دومین مجله تجاری فرانسه است که بیشترین خواننده را دارد.
در ابتدا، به دلیل منابع مالی اندک، این نشریه ماهنامه دو ماه یک‌بار منتشر می‌شد. بعدها به لطف حمایت چاپخانه، بار مالی کاهش پیداکرد، در واقع مجله موفق شد ۱۰۰۰ مشترک را در ماه بعد از راه‌اندازی‌اش راضی کند، این در وضعیتی بود که خود تحت سلطه مجلاتی مانند اکسپنسیون قرار داشت. کلرک تا ۱۹۹۹ مدیر مجله باقی ماند، و بعد از او فیلیپ فرمو جانشین کلرک شد.
در ۲۰۱۸، آلترناتیو اکونومیک جایزه مجله سال را توسط مجله ادیتور سیندیکات پرس (SEPM) و همچنین از جانب فروشگاه‌های ریلی دریافت کرد.